# Магнітохромія
Магнітохромія (англ. magnetochromism) — оборотна зміна кольору хімічних речовин під впливом магнітного поля. Різновид хромії.